# Lysekil
Lysekil è una città della Svezia, capoluogo del comune omonimo, nella contea di Västra Götaland. Ha una popolazione di 7 568 abitanti.